# Glaubensmission
Als Glaubensmission bezeichnet man in der Missiologie solche meist evangelikalen interdenominationellen Missionswerke, die zur Finanzierung auf unmittelbare Werbung und Fundraising weitestgehend verzichten.

## Geschichte
Die sogenannten Glaubensmissionen (englisch faith missions) gehen zurück auf den englischen Zahnarzt und Missionar Anthony Norris Groves (1795–1853). Der zur Brüderbewegung gehörende Groves lehnte es ab, für seine Missionstätigkeit auf traditionellem Weg um Spenden zu bitten, sie aktiv einzusammeln und berief sich dabei auf Mt 19,21 . Groves gilt daher als der Vater der Glaubensmissionen.
Eine Reihe von Missionsgesellschaften in England und in den USA des 19. Jahrhunderts entstanden aus der Heiligungsbewegung heraus und auf dem Modell der Glaubensmission, darunter die von Hudson Taylor 1865 gegründete China-Inland-Mission (CIM). Taylor verfolgte, ähnlich wie Groves, bei seiner Arbeit den Grundsatz, nicht unmittelbar in der christlichen Öffentlichkeit um Spenden zu bitten. Den Missionaren der CIM wurde zudem keine Bezahlung garantiert.
1986 schätzten Samuel Wilson und John Siewert, die US-amerikanischen Herausgeber eines Missionshandbuches, etwas mehr als 10.000 Personen, die im Rahmen einer evangelikalen Glaubensmission weltweit tätig waren. Sie waren häufig in der Interdenominational Foreign Mission Association zusammengeschlossen.
Im Jahr 1994 zählte man die Glaubensmissionen in Deutschland zu den evangelikalen Missionen, die in der Arbeitsgemeinschaft Evangelikaler Missionen (AEM) organisiert sind.
In der Schweiz gründete der Lehrer Albert Gossweiler (1905–1992) 1960 explizit eine evangelische Glaubensmission. Seit 1961 betreibt sie im Hotel Bellevue in Hasliberg eine Bibelschule, 1968 wurde in Rossau bei Mettmenstetten das Güetli, eine Glaubens- und Dienstgemeinschaft, gegründet. Weitere Zentren wurden 1975 im Schwarzwald, 2000 in der Slowakei und 2011 in Spanien ins Leben gerufen. Mit der evangelischen Mission am Nil besteht seit 1987 eine enge Zusammenarbeit.
Bei katholischen Organisationen gebrauchen die Redemptoristen Österreichs den Begriff der Glaubensmission für Evangelisationen in Pfarreien, die im Rahmen eines missionarischen Jahres durchgeführt werden, um Menschen einen neuen Zugang zu einem persönlichen Glauben zu vermitteln und das geistliche Leben in Pfarreien zu fördern.